# Lee Sang-hun (Fußballspieler)
Lee Sang-hun (* 11. Oktober 1975 in Gyeongju) ist ein ehemaliger südkoreanischer Fußballspieler und späterer -trainer.

## Karriere

### Spieler

#### Klub
Nach seiner Zeit in mehreren Schulmannschaften sowie in der Mannschaft der Dongguk University wechselte Lee Anfang 1998 in den Kader von Anyang LG Cheeta, wo er bis zum Ende der Saison 2003 aktiv war und einmal die Meisterschaft gewann. Danach wechselte er noch einmal weiter zu Incheon United, für das er noch einmal drei Spielzeiten auflief. Nach einer längeren Pause agierte er noch einmal für die Saison 2009 als Spieler bei Yongin Citizen und beendete danach seine Karriere.

#### Nationalmannschaft
Sein erstes bekanntes Spiel für die südkoreanische Nationalmannschaft war am 22. Februar 1997 bei einem 2:0-Sieg über Hongkong während der Qualifikation für die Weltmeisterschaft 1998. Danach kam er zwar noch bei ein paar weiteren Qualifikationsspielen zum Einsatz, die Mehrheit stellten aber Freundschaftsspiele dar. Bei der Weltmeisterschaft 1998 stand er dann auch im Kader und absolvierte hier in der Vorrunde gegen Belgien seine einzige Partie. Nach diesem Turnier folgte noch einmal eine 1:2-Freundschaftsspielniederlage, ebenfalls gegen Belgien. Sein letztes Spiel war jedoch erst am 18. November 2003 bei einer 0:1-Freundschaftsspielniederlage gegen Bulgarien.
Er war auch Teil der Mannschaft bei den Olympischen Spielen 1996 in Atlanta.

### Trainer
In der Saison 2007 war er als Co-Trainer im Stab von Yongin Citizen aktiv. Danach agierte er als Co-Trainer von 2009 bis 2012 sowie noch einmal 2016 bei der Mannschaft der Shingal High School.